# ISO/TS 15000
L'ISO/TS 15000 est la norme de « Commerce électronique en langage de balisage extensible (ebXML) » (en anglais : « Electronic business eXtensible Markup Language »). 
Il s'agit d'une spécification technique (voir (Cas des TIC pour les normes et standards).
Elle se compose de cinq parties :
- ISO/TS 15000-1:2004 : accord de collaboration de profil d'associé ebXML,
- ISO/TS 15000-2:2004 : spécifications de service « messages » d'ebXML,
- ISO/TS 15000-3:2004 : modèle d'enregistrement d'information ebXML,
- ISO/TS 15000-4:2004 : spécification d'enregistrement des services ebXML,
- ISO/TS 15000-5:2005 : Spécification Technique des Composants Communs ebXML (CCTS) 2.2.

Toutes ces normes sont disponibles uniquement en anglais.
Le Core Component Technical Specification (CCTS) est employé dans le Référentiel général d'interopérabilité d'ADELE.